# Андрушівський цукровий завод
Андрушівський цукровий завод - підприємство харчової промисловості у місті Андрушівка Андрушівського району Житомирської області України.

## Історія
Цукровий завод у селищі Андрушівка Андрушівської волості Житомирського повіту Волинської губернії Російської імперії було збудовано та розпочав роботу у 1848 році. Спочатку це було невелике підприємство, на якому до 1861 працювали кріпаки, що не мало засобів механізації робіт. Тим не менш, спорудження цукрового заводу і невеликої ґуральні привело до економічного розвитку поселення, яке в 1859 стало містечком.
В 1869 цукровий завод і землі в окрузі купив цукрозаводчик Н. А. Терещенко (надалі збудував собі в Андрушівці садибу з парком). У 1873 році цукровий завод був переобладнаний, механізований і вже наступного 1874 виробив 245 тис. пудів цукру. У цей час на заводі працювало 1190 чоловік.
Під час першої російської революції в серпні 1905 року в Андрушівці знову мали місце хвилювання жителів.
Після початку Першої світової війни в 1914 частина робітників заводу і забезпечували завод буряком місцевих селян була покликана в діючу армію, у зв'язку з мобілізацією частини коней скоротилися посівні площі під технічні культури, і становище заводу ускладнилося.
У 1918 році в містечку було встановлено владу Української Народної Республіки. Надалі, під час громадянської війни та радянсько-польської війни підприємство серйозно постраждало. У серпні 1920 року Андрушівський цукровий завод був націоналізований радянськими окупантами.
У березні 1923 року Андрушівка стала районним центром, що сприяло розвитку місцевої промисловості. Цього ж року цукроварню передали значну частину націоналізованих поміщицьких земель, що зміцнило сировинну базу підприємства. Для підготовки кваліфікованих кадрів при цукровому заводі відкрили фабрично-заводське училище.
У 1929 – 1930 рр. було побудовано заводський Будинок культури імені В. І. Леніна. У ході індустріалізації 1930-х років завод був оснащений новим обладнанням і збільшив обсяг виробництва, в 1934 чисельність робітників на ньому склала 507 чоловік.
Під час Другої світової війни з 10 липня 1941 до 27 грудня 1943 року селище знаходилося під німецькою окупацією. На початку 1942 року на цукроварні почала діяти радянська підпільна група. Перед відступом гітлерівці вивели цукровий завод з ладу.
Надалі завод був відновлений, на будівництво танкової колони «Радянська Житомирщина» тільки робітники Андрушівського цукрового заводу пожертвували 300 тисяч рублів, додаткові кошти вони перерахували до фонду допомоги сім'ям фронтовиків.
Після закінчення війни завод був реконструйований, в 1959 тут була побудована ТЕЦ (архітектор А. П. Мардер). Якщо 1953 року переробна потужність становила 1 тис. тонн цукрових буряків на добу, то з 1964 року - 1,8 тис. тонн на добу. Значну роль підвищенні продуктивності зіграли передовики виробництва та раціоналізатори (тільки за 1966 рік тут запровадили 61 раціональну пропозицію, що в сумі дало економію в 55 тис. рублів). В результаті, в 1967 колектив підприємства був нагороджений перехідним Червоним прапором міністерства харчової промисловості УРСР, а ряд працівників, що відзначилися, був нагороджений ленінськими ювілейними медалями.
Надалі, цукровий завод був перетворений на Андрушівський цукровий комбінат.
В цілому, за радянських часів цукровий комбінат входив до найбільших підприємств міста.
Після проголошення незалежності України комбінат перейшов у відання державного комітету харчової промисловості України, надалі державне підприємство було перетворено на відкрите акціонерне товариство.
У липні 1995 року Кабінет Міністрів України ухвалив рішення про приватизацію цукрового заводу.
У квітні 2001 року арбітражний суд Житомирської області порушив справу про банкрутство заводу, 17 серпня 2004 він був визнаний банкрутом і почалася процедура його ліквідації.
Після зміни власника завод був перереєстрований як дочірнє підприємство приватної компанії АТЗТ "Фактор", проте у зв'язку з невиплатою податків вже навесні 2005 року за позовом районної податкової інспекції було знову порушено справу про його банкрутство. Надалі завод був перереєстрований як товариство з обмеженою відповідальністю.
Економічна криза, що почалася в 2008 році, ускладнила становище заводу і господарств, що забезпечували його буряком. У 2009 році завод ще діяв, у першому півріччі 2010 року на підприємстві були проведені роботи з підготовки до сезону цукроваріння, але станом на 2011 рік вже не функціонував.